# Jurjef-Polskij
Jurjef-Polskij var en russisk fangelejr, ca. 200 km nordøst for Moskva, hvor tyske krigsfanger af dansk afstamning under 1. verdenskrig blev samlet. Kejserinde Dagmar, var meget virksom for at få oprettet en sådan lejr for sønderjyderne.
Arbejdet var besværliggjort ved, at Sønderjyderne var placeret i fangelejre spredt over hele det store land, nogle af dem lå således helt ovre ved den kinesiske grænse. Men her gjorde gymnastikdirektør N.H. Rasmussen  en stor indsats. Ved personlig henvendelse til den russiske gesandt i København, baron Ch. de Buxhoeved, lykkedes det for ham at opnå den russiske militærcencurs tilladelse til, at tyske krigsfanger af dansk afstamning i Rusland fik ret til at brevveksle på dansk med deres landsmænd i Danmark. 
Et par dage før jul i 1915 blev de 23 første sønderjyder samlet i en lejr i Pawlowo-Possadskij øst for Moskva. Fangernes leder blev den senere kendte læge m.m. Frits Clausen, Bovrup. Den l. oktober 1916 blev de 40 sønderjyder, der da var samlet i Pawlowo-Possadskij, flyttet til Jurjef-Polskij. Her blev de så resten af tiden i Rusland.
I Rusland var det pastor N.A. Jensen, senere Bovlund og Møgeltønder, der tog sig af de danske fanger, som i øvrigt havde det forholdsvis godt. Det var også N.A. Jensen, der i slutningen af 1918 sørgede for fangernes hjemtransport over Finland og Sverige. I alt omkring 250 danske sønderjyder kom i russisk fangenskab. Kejserinde Dagmar forsynede fangerne i Jurjef-Polskij med fåreskindspelse for at de ikke skulle fryse.
De sidste af de sønderjyske fanger i Rusland kom i øvrigt først hjem i begyndelsen af tyverne. 
Det første ansigt, de hjemvendte sønderjyske krigsfanger søgte, var gymnastikdirektør N.H. Rasmussens. Og han var der naturligvis ved modtagelsen. Utrætteligt havde han arbejdet for dem, skrevet ikke færre end 10.000 breve, deriblandt mange til fangernes pårørende i Nordslesvig. Derfor gav de ham navnet krigsfangernes far. Han gjorde ringe blæst af sit arbejde, men det bar rige frugter. Derfor var det også de sønderjyske krigsfanger, der ved hans død i 1924 satte stenen på hans grav.
Teksten lyder: De sønderjyske krigsfangers fader Gymnastikdirektør N.H. Rasmussen født 27.9. 1854, død l. august 1924. Matthæus 25: Jeg var hungrig, og du gav mig at spise. Jeg var tørstig, og du gav mig at drikke. Jeg var i fængsel, og du kom til mig. I taknemligt minde: De sønderjyske Krigsfanger.